# Аугсдорф
Аугсдорф (нем. Augsdorf) — община в Германии, в земле Саксония-Анхальт.
Входит в состав района Мансфельд. Подчиняется управлению Гербштедт. Население составляет 589 человек (на 31 декабря 2006 года). Занимает площадь 4,51 км².